# Велден
Велден (англ. Wealden) — неметрополітенський район (англ. non-metropolitan district) у графстві Східний Суссекс (Англія). Адміністративний центр — місто Хейлшем.

## Географія
Район розташований в центральній частині графства Східний Суссекс, на півдні виходить на узбережжя Ла-Манша, оточуючи місто Істборн. На півночі межує з графствами Кент та Західний Суссекс.

## Історія
Район був утворений 1 квітня 1974 року внаслідок об'єднання сільських районів (англ. Rural District ) Акфілд та Хейлшем.

## Склад
До складу району входять 4 міста:
- Акфілд[en]
- Кроуборо
- Полгейт[en]
- Хейлшем[en]